# Schildia gracillimus
Schildia gracillimus är en tvåvingeart som först beskrevs av Walker 1855.  Schildia gracillimus ingår i släktet Schildia och familjen rovflugor. Inga underarter finns listade i Catalogue of Life.